# Attaque Team Gusto/Saison 2014
Dieser Artikel listet Erfolge und Fahrer des Radsportteams Attaque Team Gusto in der Saison 2014 auf.

## Erfolge in der UCI Asia Tour
| Datum        | Rennen                                    | Kat. | Fahrer        |
| ------------ | ----------------------------------------- | ---- | ------------- |
| 23. November | Taiwanische Meisterschaft – Straßenrennen | NC   | Chun Kai Feng |

## Mannschaft
| Name             | Geburtstag         | Nationalität      | Team 2013                  |
| ---------------- | ------------------ | ----------------- | -------------------------- |
| Chien Liang Chen | 7. November 1993   | Chinesisch Taipeh | Action Cycling Team (2012) |
| Chun Kai Feng    | 2. November 1988   | Chinesisch Taipeh | Champion System            |
| Jin Cheng Hoh *  | 19. August 1993    | Malaysia          | Neoprofi                   |
| Shih Hsin Hsiao  | 3. April 1990      | Chinesisch Taipeh | Action Cycling Team (2012) |
| Cheng Ying Hsieh | 31. Januar 1993    | Chinesisch Taipeh | Action Cycling Team (2012) |
| Chin Lung Huang  | 17. Dezember 1988  | Chinesisch Taipeh | RTS Racing Team (2012)     |
| Wei Cheng Lee    | 3. Juli 1985       | Chinesisch Taipeh | Action Cycling Team (2011) |
| Chin Feng Liu    | 21. September 1980 | Chinesisch Taipeh | Neoprofi                   |
| Shu Ming Liu     | 22. Oktober 1986   | Chinesisch Taipeh | CCN Cycling Team           |
| Shao Hsuan Lu    | 26. März 1994      | Chinesisch Taipeh | Neoprofi                   |
| Chun Liang Pan   | 17. September 1991 | Chinesisch Taipeh | Action Cycling Team (2012) |
| Wu Hsin Yang     | 11. Mai 1993       | Chinesisch Taipeh | Action Cycling Team (2012) |

* Der Fahrer Jin Cheng Hoh wurde nicht als Fahrer des Teams bei der UCI registriert.